# Gliese 638
Gliese 638 är en ensam stjärna i mellersta delen av stjärnbilden Herkules. Den har en minsta skenbar magnitud av ca 8,11 och kräver åtminstone en stark handkikare eller ett mindre teleskop för att kunna observeras. Baserat på parallaxmätning inom Hipparcosuppdraget på ca 102,0 mas, beräknas den befinna sig på ett avstånd på ca 32 ljusår (ca 9,8 parsek) från solen. Den rör sig närmare solen med en heliocentrisk radialhastighet på ca -32 km/s.

## Egenskaper
Gliese 638 är en orange till gul stjärna i huvudserien av spektralklass K7 V. Den har en radie som är ca 0,4 solradier och har ca 0,1 gånger solens utstrålning av energi från dess fotosfär vid en effektiv temperatur av ca 4 300 K.
Gliese 638 är en misstänkt variabel stjärna med en uppmätt skenbar magnitud som varierar 8,09 – 8,11.